# آی‌ای‌وی وی۲۵۰۰
آی‌ای‌وی وی۲۵۰۰ (IAE V2500) یک موتور توربوفن دو محوره است که توسط International Aero Engines (IAE) ساخته شده است. این موتور توسط هواپیماهای خانواده ایرباس ای۳۲۰، مک‌دانل داگلاس ام‌دی-۹۰ و امبرائر کی‌سی-۳۹۰ را مورد استفاده قرار می‌گیرد.
نام این موتور ترکیبی از عدد رومی V است که نمادی از پنج عضو اصلی کنسرسیوم بین المللی موتورهای هوایی است که در سال 1983 برای تولید موتور V2500 تشکیل شد. 2500 نشان دهنده نیروی 25000 پوندی (110 کیلونیوتن) تولید شده توسط مدل موتور اصلی، V2500-A1 است. گواهینامه نوع FAA برای V2500 در سال 1988 اعطا شد. بازار نگهداری، تعمیر و عملیات V2500 تا سال 2015 نزدیک به 3 میلیارد دلار است و دارای هزینه های تعمیر و نگهداری بسیار بالایی میباشد.[3] 

## مشخصات فنی
نوع: روتور دوگانه، جریان محوری، توربوفن بای پس بالا
طول: 3.201 متر (126.0 اینچ)
قطر: 1.682 متر (66.2 اینچ) عرض، 63.5 اینچ (1.613 متر) قطر فن
وزن خشک: 2404-2595 کیلوگرم (5300-5721 پوند)

اجزاء
کمپرسور: 1 فن، 4 LP، 10 اسب بخار
محفظه های احتراق: حلقوی
توربین: 2 اسب بخار، 5 LP

کارایی
حداکثر رانش: 102.48-140.56 کیلو نیوتن (23040-31600 پوند برف)
نسبت رانش به وزن: 4.18-5.73
سرعت روتور: LP: 5,650 RPM, HP: 14,950 RPM
کنترل: FADEC دو کاناله
| نوع      | شروع تولید | رانش (kN) | رانش (lbf) | جرم (کیلوگرم) | فشار / وزن | نسبت دور زدن | نسبت تراکم | قطر فن          | طول کل             | نوع هواپیما                           |
| -------- | ---------- | --------- | ---------- | ------------- | ---------- | ------------ | ---------- | --------------- | ------------------ | ------------------------------------- |
| V2500-A1 | ۱۹۸۹       | ۱۱۰٫۳۱    | ۲۵۰۰۰      | ۲٬۳۲۷         | ۴٫۸۳       | ۵٫۴: ۱       | ۳۵٫۸: ۱    | 62.5in (1.587m) | 126 اینچ (3.2 متر) | ایرباس A320-231                       |
| V2527-A5 | ۱۹۹۳       | ۱۱۸٫۳۲    | ۲۶٬۶۰۰     | ۲٬۳۵۹         | ۵٫۱۱       | ۴٫۸: ۱       | ۳۲٫۸: ۱    | 63.5in (1.613m) | 126 اینچ (3.2 متر) | ایرباس A319-133 ، A320-232 ، A320-233 |
| V2530-A5 | ۱۹۹۳       | 130.55    | ۲۹٬۳۵۰     | ۲٬۳۵۹         | ۵٫۶۴       | ۴٫۶: ۱       | ۳۶٫۲: ۱    | 63.5in (1.613m) | 126 اینچ (3.2 متر) | ایرباس A321-131 ، A321-232            |
| V2525-D5 | ۱۹۹۵       | ۱۱۱٫۲۱    | ۲۵۰۰۰      | ۲٬۴۸۴         | ۴٫۵۷       | ۴٫۸: ۱       | ۳۴٫۵: ۱    | 63.5in (1.613m) | 126 اینچ (3.2 متر) | مک دونل داگلاس MD-90                  |
| V2528-D5 | ۱۹۹۵       | ۱۲۴٫۵۵    | ۲۸۰۰۰      | ۲٬۴۸۴         | ۵٫۱۱       | ۴٫۷: ۱       | ۳۵٫۲: ۱    | 63.5in (1.613m) | 126 اینچ (3.2 متر) | مک دونل داگلاس MD-90                  |
| V2522-A5 | ۱۹۹۷       | ۱۰۲٫۴۹    | ۲۳۰۰۰      | ۲٬۳۵۹         | ۴٫۴۳       | ۴٫۹: ۱       | ۳۲٫۸: ۱    | 63.5in (1.613m) | 126 اینچ (3.2 متر) | ایرباس A319-131                       |
| V2524-A5 | ۱۹۹۷       | ۱۰۸٫۸۹    | ۲۴٬۸۰۰     | ۲٬۳۵۹         | ۴٫۷۱       | ۴٫۹: ۱       | ۳۲٫۸: ۱    | 63.5in (1.613m) | 126 اینچ (3.2 متر) | ایرباس A319-132                       |
| V2533-A5 | ۱۹۹۷       | ۱۵۰       | ۳۳۰۰۰      | ۲٬۳۵۹         | ۵٫۷۵       | ۴٫۵: ۱       | ۳۵٫۲: ۱    | 63.5in (1.613m) | 126 اینچ (3.2 متر) | ایرباس A321-231                       |
| V2531-E5 | ۲۰۱۴       | ۱۳۹٫۴     | ۳۱،330     | ۲٬۴۸۴         | ۵٫۷۲       | ۴٫۶: ۱       | ۳۶٫۲: ۱    | 63.5in (1.613m) | 126 اینچ (3.2 متر) | Embraer KC-390                        |